# Ekofeminizam
Ekofeminizam je socijalni i politički pokret koji ujedinjava environmentalizam i feminizam, zajedno s nekim strujama koje povezuju duboku ekologiju i feminizam. Ekofeministice tvrde da postoji odnos između opresije žene i degradacije prirode, i istražuju intersekcionalnost između seksizma, dominacije prirode, rasizma, specijacizma i ostalih značajki društvene nejednakosti. Trenutna istraživanja naglašavaju da je kapitalistički i patrijarhalni sustav zasnovan na trostrukoj dominaciji "južnih ljudi" (ljudi koji žive u zemljama trećeg svijeta, od kojih je većina na jugu zemalja prvog svijeta), žena i prirode.